# Сражение у деревни Остервел
Сражение у деревни Остервел (нид. Slag bij Oosterweel) — бой, произошедший 13 марта 1567 года, который традиционно считается началом Нидерландской революции. 
В марте 1567 года нидерландские повстанцы под предводительством молодого дворянина Яна ван Марникса собрались и построили укрепленный лагерь в Остервеле, примерно в 1,6 км к северу от Антверпена. 
Маргарита Пармская, испанская наместница Нидерландов, решила использовать для разгрома повстанцев наёмников под командованием де Бовуара, командира её телохранителей. 12 марта испанцы незаметно прибыли к Остервелу и на рассвете 13 марта без барабанного боя подошли на расстояние ружейного выстрела к лагерю и открыли огонь залпами. Застигнутые врасплох повстанцы оказали слабое сопротивление и бежали. Наёмники ворвались в лагерь и прикончили оставшихся. Погибли около 700—800 повстанцев вместе со своим командиром.
Вильгельм I Оранский, бургграф Антверпена, не пошёл на помощь повстанцам, поскольку он, как правитель города, был связан клятвой поддерживать испанского короля. Резня заставила кальвинистов немедленно прекратить открытое неповиновение испанской власти. Это затронуло кальвинистское богослужение по всей территории Нидерландов, и многие повстанцы, включая Вильгельма, бежали в другие страны.